# Corazza Corsi
La corazza Corsi era un tipo di protezione individuale, progetto dall'ingegnere Ferruccio Farina, che fu in uso al Regio Esercito durante la prima guerra mondiale.

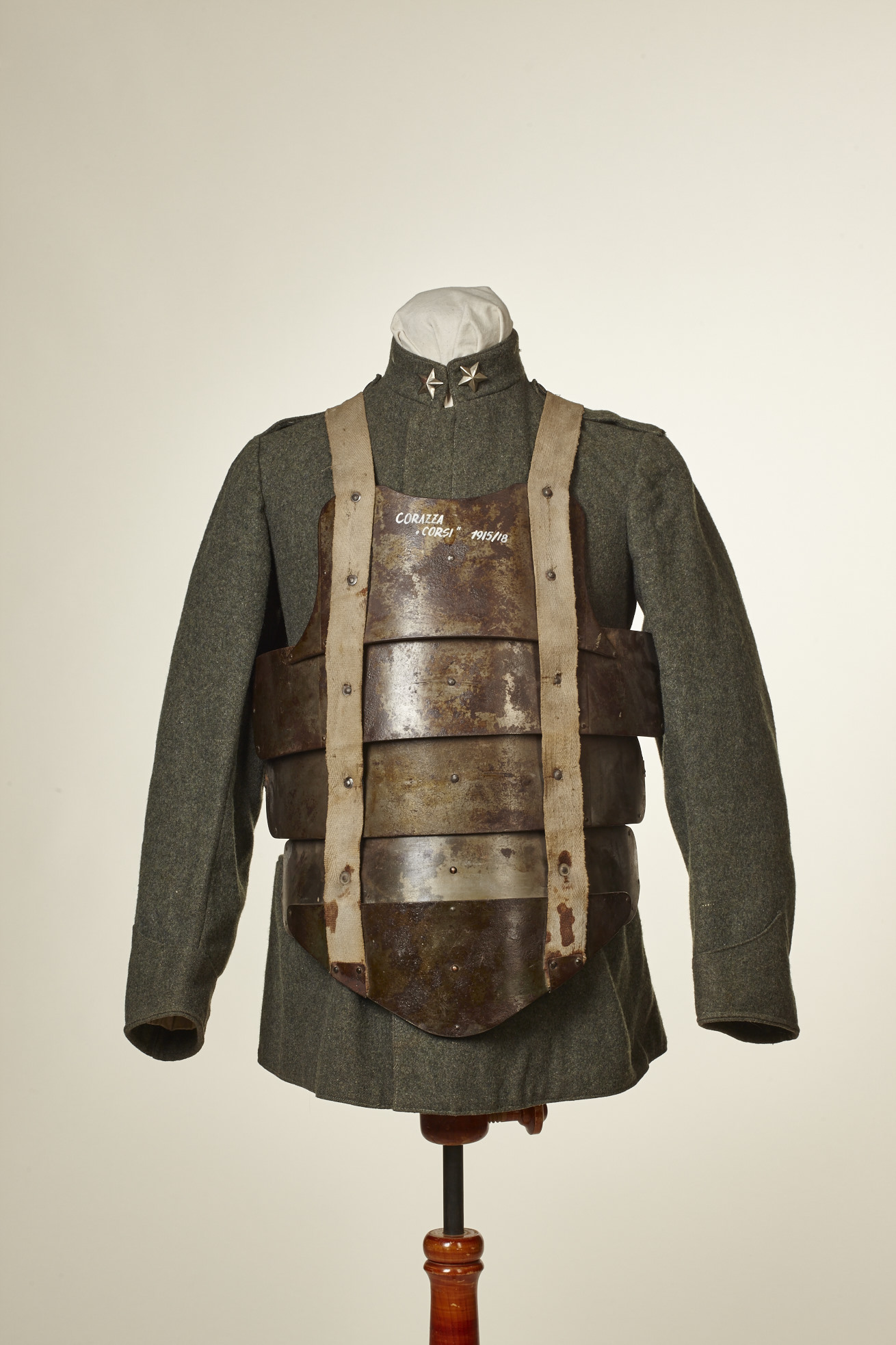
Corazza Corsi

## Struttura
Durante la fase iniziale della  prima guerra mondiale l'ingegnere Ferruccio Farina oltre alla corazza che porta il suo nome, realizzò un ulteriore tipo di corazza che potesse proteggere i soldati al fronte nella parte pettorale contro eventuali colpi di fucile. Tale corazza assunse il nome di Corsi, e risultava più pesante ed ingombrante della Farina, ma non creava intralci nei movimenti, in quanto costituita da cinque piastre, una pettorale, due addominali e una inguinale. Ogni elemento della Corsi era unito all'altro da due cinghie di canapa poste esternamente alla corazza, più una centrale interna, tutte fissate con rivetti a pressione. Le cinghie esterne erano più lunghe e servivano a fissare la corazza alle spalle, che per una buona stabilità era tenuta ferma lateralmente da cinghie di cuoio con fibbie. Le cinghie di canapa, purtroppo, risultarono di facile usura, tanto che durante il corso della produzione vennero apportate diverse modifiche. Essa veniva fornita in due colori, grigioverde, per essere portata fuori dalla giacca, o brunita affinché la si portasse sotto la giacca. Il peso era variabile a seconda dei modelli, andando da 3,300 kg per la più piccola ai 6,500 kg per quella grande.
La ditta Farina la garantiva come resistente ai colpi di armi bianche, alle pallottole di piombo sparate anche a distanza ravvicinata e alle palle di shrapnel. Il 19 giugno 1915 Farina ottenne il rilascio di un certificato  da parte del presidente della sezione di tiro a segno di Barlassina, che garantiva il buon esito di alcune prove balistiche. Anche il Ministero della guerra eseguì successivamente alcune prove di collaudo della corazza, effettuate presso la Scuola Centrale di Tiro di Nettuno e la Scuola di Applicazione di Fanteria a Parma. Essa resistette alle pallottole in calibro 6,5 mm del Carcano Mod. 91 esplose a una distanza di 125 m. Dato l'alto costo la corazza Corsi fu venduta informalmente al Regio Esercito, acquistata per lo più per esigenze varie dai comandi locali, e in pochi esemplari a quelli alleati. Inoltre poteva essere acquistata dai singoli soldati, o dai loro familiari che poi la spedivano per pacco postale ai loro congiunti al fronte. Il prezzo di vendita era 90 lire per la corazza che assicurava una protezione contro una pallottola fino ai 600 metri, e di 120 lire per quella fino ai 300 metri.